# Geoff Stults
Geoff Stults, właśc. Geoffrey Manton Stults (ur. 15 grudnia 1977 w Detroit) – amerykański aktor i producent filmowy;  występował w roli Bena Kinkirka, brata policjanta Kevina Kinkirka w serialu CBS Siódme niebo (7th Heaven, 2001-2006).

## Życiorys
Urodził się w Detroit w Michigan jako syn Jenelle i Ronalda Stultsa. Wychowywał się w Green Mountain Falls, w stanie Kolorado wraz ze swoim starszym bratem George’em (ur. 16 sierpnia 1975), który także w przyszłości został aktorem. Następnie przeniósł się do Los Angeles. Uczęszczał do Whittier College, gdzie otrzymał stypendium piłkarskie, zaczął występować w chórze i w szkolnych teatralnych spektaklach.
Grał w zawodowej drużynie futbolu amerykańskiego w Europie jako skrzydłowy dla Klosterneuburg Mercenaries (obecnie znany jako Danube Dragons).
W czerwcu 2005 związał się z Stacy Keibler, aktorką i wrestlerką World Wrestling Entertainment (WWE), która wystąpiła w programie Dancing with the Stars. Jednak w 2010 Stults i Keibler rozstali się.

## Filmografia

### Filmy fabularne
- 2004: Dziewczyny z drużyny 2 (Bring It On Again) jako futbolista
- 2004: D.E.B.S. jako Bobby Matthews
- 2005: Polowanie na druhny (Wedding Crashers) jako Craig Garthe
- 2005: W Wirze (In the Mix) jako Chad
- 2006: Sztuka zrywania (The Break-Up) jako Mike
- 2010: Dziewczyna z ekstraklasy (She's Out of My League) jako Cam
- 2011: Nie ma lekko (L!fe Happens) jako Nicholas
- 2011: J. Edgar jako Raymond Caffrey
- 2017: Tylko dla odważnych (Only the Brave) jako Travis Turbyfill

### Seriale TV
- 2000: Wszyscy kochają Raymonda (Everybody Loves Raymond) jako Mailman
- 2000: Rozbieranie (Undressed) jako Dale
- 2000: S Club 7 w Los Angeles (L.A. 7) jako Sam
- 2000: Spin City jako Blake
- 2001: Uziemieni (Grounded for Life) jako obsługa pokojowa
- 2001: Kronika nie z tej ziemi (The Chronicle) jako Luther Stubbs
- 2001-2006: Siódme niebo (7th Heaven) jako Ben Kinkirk
- 2004: Joey jako Jake
- 2004: Las Vegas jako Jay
- 2007–08: Powrót na October Road (October Road) jako Eddie Latekka
- 2010: Happy Town jako Tommy Conroy
- 2010: Jak poznałem waszą matkę (How I Met Your Mother) jako Max
- 2011: Kości (Bones) jako Walter Sherman
- 2011: Mad Love jako Tom Stevens
- 2012: The Finder jako Walter Sherman
- 2012: Ben i Kate (Ben and Kate) jako Will
- 2014: Enlisted jako sierżant Pete Hill
- 2015: Dziwna para (The Odd Couple) jako Murph
- 2015: Zoo jako agent FBI Ben Shafer
- 2015: Grace i Frankie jako Mitch